# South Australian Open 1983
Il South Australian Open 1983 è stato un torneo di tennis giocato sull'erba. È stata la 7ª edizione del Torneo di Adelaide, che fa parte del Volvo Grand Prix 1983. Si è giocato ad Adelaide in Australia dal 29 dicembre 1983 al 4 gennaio 1984.

## Campioni

### Singolare
Mike Bauer ha battuto in finale  Miloslav Mečíř con il punteggio di 3–6, 6–4, 6–1

### Doppio
Craig A. Miller /  Eric Sherbeck hanno battuto in finale  Broderick Dyke /  Rod Frawley con il punteggio di 6–3, 4–6, 6–4